# Johan Kramer
Johan Kramer (1964) is een Nederlandse film- en reclameregisseur. 
Kramer stapte in 1985 in de reclamewereld en richtte in 1996 samen met Erik Kessels het reclamebureau KesselsKramer op. Hij verliet het bedrijf in 2005 en werd zelfstandig regisseur, veel in samenwerking met de voormalige productiemaatschappij Christel Palace (tegenwoordig 328 Stories geheten) te Amsterdam. Hij werkte vooral aan commercials en documentaires met een maatschappelijke inslag en vaak voetbal als thema.

## Regie
- 2003 - The Other Final
- 2006 - Das ist so Togo (MTV)
- 2006 - 0,08
- 2008 - Sing for Darfur
- 2010 - Johan Primero
- 2011 - The Crisis and Us
- 2019 - Keeper
- 2022 - M'n Beessie en Ik

(Genoemd zijn uitsluitend documentaires, speelfilms en korte films.)